# Molannodes decurvatus
Molannodes decurvatus är en nattsländeart som först beskrevs av Wiggins 1968.  Molannodes decurvatus ingår i släktet Molannodes och familjen skivrörsnattsländor. Inga underarter finns listade i Catalogue of Life.